# Chiesa di San Francesco (Chioggia)
La chiesa di San Francesco a Chioggia è un edificio religioso prospiciente la piazza principale della città. Questa chiesa viene anche chiamata San Francesco "vecchio” o “dentro le mura" per distinguerlo dall'altra chiesa di San Francesco, attuale Museo Civico, situata 350 metri più a sud, al di là appunto della Porta Di Santa Maria ultimo residuo delle antiche mura cittadine a meridione. 

## Storia
Le prime notizie della presenza francescana in città risalgono alla metà del '200, la comunità conventuale crescendo, ricercò nuovi spazi costruendo il nuovo convento fuori dalle mura agli inizi del '300; purtroppo i lavori vennero interrotti durante dalla Guerra di Chioggia. Successivamente i lavori rimasero incompiuti per l'interdizione del Senato Veneziano, che vietò di costruire qualsiasi costruzione al di fuori della mura cittadine. La comunità di religiosi rimase quindi nel vecchio convento ampliandone gli spazi. Le cose cambiarono intorno agli anni 30 del 1400 dove l'interdizione alle costruzioni cessarono e la costruzione del nuovo convento ricominciò e il trasferimento avvenne nell'arco dei decenni successivi. 
Il 10 ottobre 1512 il convento divenne monastero con l'arrivo delle Suore Cistercensi provenienti in parte dall'antico monastero cittadino di Santa Caterina. La popolazione di religiose, che seguivano la regola della clausura, crebbe fino a raggiungere alla metà del XVIII secolo una cinquantina di unità. 
Aneddoto interessante vuole che il commediografo Carlo Goldoni, che negli anni del suo lavoro a Chioggia abitava di fronte alla chiesa, abbia instaurato un rapporto stretto con le monache, tanto da aver creato per loro una serie di sonetti e discorsi che esse ricompensavano con varie leccornie dolci.  
Nel 1805 per volere del governo austriaco le monache di San Francesco insieme a quelle di Santa Croce dovettero trasferirsi nel Convento di Santa Caterina per liberare edifici da adibire a caserme. 
La chiesa edificata nel 1385 ospitava l'altar maggiore a levante con l'ingrasso da nord con un arredo sobrio in pieno stile francescano.  
Importanti rimaneggiamenti arrivano dal 1743 dal chioggiotto Domenico Cestari, che abbellì il tempio in stile rococò. 
Il luogo di culto è sempre stato aperto o semi aperto al pubblico e oggi è sotto la giurisdizione della Cattedrale di Chioggia  e al proprio interno nel periodo invernale vi si celebrano le messe feriali in sostituzione della Cattedrale e sempre nel solo periodo invernale vi è l'adorazione eucaristica quotidiana.

## Descrizione

### Esterno
La facciata alta 14 metri è stata adornata con le statue in pietra d'Istria di San Francesco al centro del timpano, Sant'Antonio da Padova a sinistra e San Bonaventura a destra. Dietro il campanile lungo il muro lato nord della chiesa è stato costruito nel 1612 un corridoio che collega il monastero al campanile.  

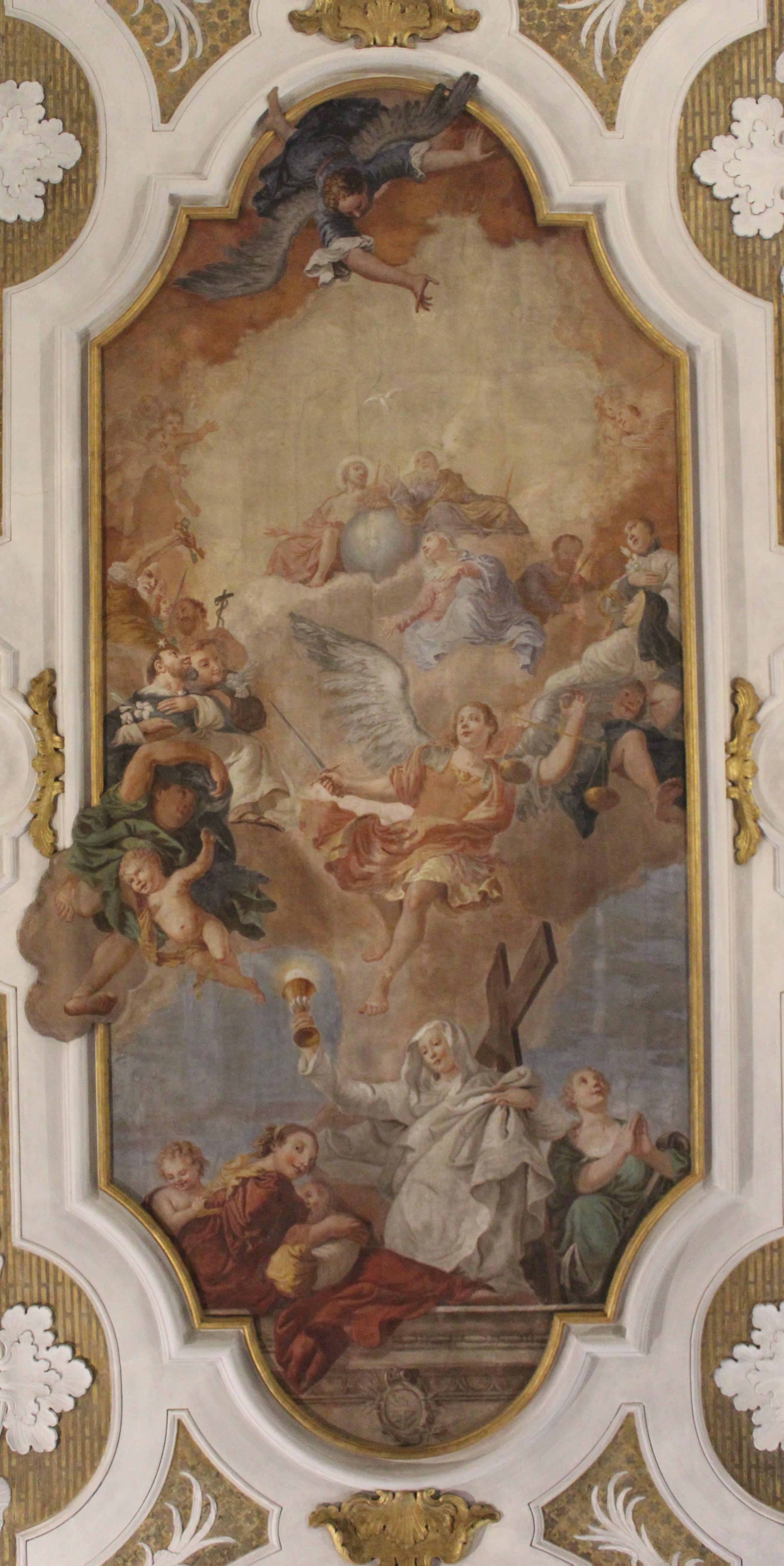
Affresco centrale con la Trinità (in alto) e le virtù teologali (in basso). Michelangelo Schiavoni, sec. XVIII

#### Campanile
Il campanile alto 19 metri è databile all'incirca nel primo decennio del '600, il basamento ricorda lo stile gotico avanzato con il suo arco acuto, la cupola invece risale al 1743. Nella cella campanaria sono ospitate quattro campane. 

### Interno
Nel pavimento ci sono diverse lapidi databili tra '600 e '700 le più degne di nota sono quella centrale con lo stemma della famiglia Cestari e quella a destra dell'altare dell'Immacolata dove riposa Pasquale Grassi vescovo di Chioggia tra il 1618 e il 1636 che non poté essere sepolto in cattedrale perché questa era in fase di ricostruzione.
L'interno della chiesa, a pianta rettangolare, misura 10 metri di larghezza, 32 di lunghezza e 13,70 di altezza. È dotata di diversi altari, così disposti in senso antiorario:
- Altare di San Gaetano Thiene con statua lignea del Novecento;
- Altare Dell'Immacolata con statua marmorea dello scultore Pietro Baratta;
- Altar Maggiore, adorno di marmi policromi con tabernacolo del Settecento, dotato di nicchia per l'ostensione dell’eucaristia e sormontato da una cupoletta: a destra la statua di San Bernardino da Siena e a sinistra quella di San Bonaventura da Bagnoregio;
- Altare di San Francesco con statua prodotta dello scultore Josef Hermann Runggardier del 1987;
- Altare di San Nicola Tolentino con statua lignea del Novecento;[12]

Il soffitto a volta è stato adornato dagli stucchi di Giacomo Gaspari e dipinti da Michelangelo Schiavoni che raffigurano la vita di San Francesco e di San Benedetto. 
Sopra l'ingresso laterale è presente una tela del Settecento che raffigura San Francesco in estasi, proveniente dalla chiesa ormai dismessa di Nostra Signora delle Stigmate.